# Guananico
Guananico es un municipio de la República Dominicana, que está situado en la provincia de Puerto Plata.

## Etimología
El topónimo de Guananico  es de origen indígena. Según versiones recopiladas de diferentes fuentes y datos bibliográficos se asocia con Guacanagarix, cacique en la isla de La Española durante el siglo XV.

## Localización
Municipio situado en el oeste de la provincia de Puerto Plata, es el menor de sus municipios. 

## Límites
Municipios limítrofes:
|                     | Norte: Imbert  |                |
| Oeste: Los Hidalgos |                | Este: Altamira |
|                     | Sur: Esperanza |                |

## Distritos municipales
Está formado por el distrito municipal de:
| Nombre    | Código   |
| --------- | -------- |
| Guananico | 01180301 |

## Historia
El municipio fue fundado como aldea entre los años 1865-1870.

## Economía
Su base económica es la agricultura, cultivando café y cacao, sembrando en menor cantidad habichuelas y maíz. Tiene muchos árboles frutales, como aguacates, mangos, naranjas agrias y dulces y tamarindos.
Existen alrededor de 53,000 tareas aptas para el cultivo agrícola, siendo los productos principales, el cacao, café, guineo, yuca, plátano y algunos cítricos. Con respecto a la ganadería se tienen alrededor de 15,000 unidades de cabeza de ganado vacuno y porcino y también hay una gran proporción de personas dedicadas al comercio de naranja y a la microempresa, servicio de moto concho y al transporte público y turístico.
La población económicamente activa del municipio es de 2,650 personas y tasa de desempleo equivale a un 28.3 % de la población. En el área agrícola funcionan grandes plantaciones de café y cacao, las cuales ejercen una inyección económica significativa al comercio local.
Recientemente se instalaron más fuentes de trabajo para que gran parte de la población se beneficie económicamente con un mínimo de un 8 % de la población una compañía la cual se llama “Costambar Café”, esta compañía se encarga de exportar café y cacao a diferentes países.

## Deportes
El municipio es ideal para la práctica del enduro, ya que hay varios lugares en donde se puede  efectuar dicha modalidad. Destacan Hoya Grande, Arroyo Viejito, Fundación, La Jagua, Gajo Alto y zonas cercanas como La Cabirma, Cabía y Caonao.
Cada 21 de enero se efectúa el espectáculo deportivo “La Altagracia Pal’ Monte”, un evento enduro-fiesta que reúne a más de 300 monteadores de enduro del país y cuenta con la presencia de pilotos internacionales.
La actividad, organizada por Mongua, ha tenido la participación de Jobel Coronado, actual campeón nacional de enduro, y Gabriel Lister, primer dominicano en participar en el “Red Bull Romaniacs”. 
Otros de los deportes favoritos en la zona urbana son el Baloncesto, softbol masculino  y Femenino y el Béisbol. En la zona rural se practica con más frecuencia el Béisbol y Softbol masculino y femenino.

## Turismo
Guananico posee bonitos paisajes con bosques, ríos y montañas.
Ríos, bosques, montañas y un mirador desde donde se visualizan cinco de los municipios de la Novia del Atlántico, hacen del municipio un destino con posibilidades para desarrollar el ecoturismo.
Privilegiado con bosques productivos, de donde se exporta el cacao, el café, los aguacates y otros tantos frutos que se cosechan en las tierras de los guananiquenses.
El paisaje y sus recursos naturales son sin duda sus principales atractivos. Las diferentes actividades de ocio que se pueden realizar, además de descansar respirando aire puro, o experimentar la adrenalina al decidirse por escalar o hacer deportes extremos.
La oferta es amplia, desde saltaderos en la cima de la montaña, hasta balnearios como Agua Verde, con un carrito tipo teleférico, que traslada las personas de un lado al otro del río. Esto sin dejar de lado las exposiciones y rutas del cacao que ofrecen en la Hacienda Cufa  y la Hacienda del Cacao,  El Edén.

## Festividades
Son importantes también en el municipio las fiestas patronales y el carnaval. La patrona de Guananico es “La Virgen de la Altagracia”, además, las secciones del municipio tienen sus propios patrones y patronas, en fundación la patrona es “La Virgen del Carmen”.
Cada una de estas comunidades celebran su propia fiesta y ya es tradicional la celebración de reinados, juegos populares, festivales, competencias deportivas, novenas religiosas e intercambios culturales.

## Legado Musical
Para muchos es imposible no bailar una pieza de “merengue ripiao” como el que se toca en Guananico. Representantes del género aseguran que fue allí donde nació el baile nacional.
Entre los impulsores de la música típica están los hermanos Francisco. Nicolás Delmiro, conocido como Miro, fue el primer saxofonista típico del país. Se convirtió en maestro de varios acordeonistas y dominaba también la tambora. Su hermano Fello Francisco, acordeonista, fue compositor del merengue tradicional “La Botija”. Por la escuela de Miro Francisco pasaron artistas como Tatico Henríquez, Fefita la Grande, Rafelito Román, Francisco Ulloa, María Díaz, La India Canela, entre otros.

## Educación
En el año 1901, por instrucción del inspector General Ramón Aristy se creó la primera escuela pública del municipio, pero según lo investigado dicho centro educativo se presume que no funcionó, porque no hay datos estadísticos que afirmen este hecho.